# Amblychilepas crucis
Amblychilepas crucis is een slakkensoort uit de familie van de Fissurellidae. De wetenschappelijke naam van de soort is voor het eerst geldig gepubliceerd in 1882 door Beddome.